# Scolopendra media
Scolopendra media är en mångfotingart som först beskrevs av Muralewicz 1926.  Scolopendra media ingår i släktet Scolopendra och familjen Scolopendridae.
Artens utbredningsområde är Azerbajdzjan. Inga underarter finns listade i Catalogue of Life.